# Phoeniciloricus simplidigitatus
Phoeniciloricus là một chi của ngành loricifera, một ngành nhỏ động vật sống ở trầm tích biển. Nó chỉ chứa một loài Phoeniciloricus simplidigitatus.